# Komet Shoemaker 3
Komet Shoemaker 3 ali 155P/Shoemaker 3 je periodični komet z obhodno dobo okoli 17,9 let.
.
 Komet pripada Jupitrovi družini kometov . 

## Odkritje
Komet sta odkrila 27. septembra 1984 ameriška astronoma S. Shoemaker in Eugene Merle Shoemaker (soproga in soprog) na Observatoriju Palomar v ZDA .